# Fredrik Lindström (skidskytt)
Fredrik Wilhelm Lindström, född 24 juli 1989 i Bredbyn i Anundsjö församling, är en svensk före detta skidskytt, som tävlade för Anundsjö SKF. Han ingick i det svenska lag som vann guld i herrarnas stafett vid olympiska vinterspelen i Pyeongchang 2018.

## Karriär
Lindström gick skidskyttegymnasiet i Sollefteå där han tränades av Kari Korpela. Den 12 december 2008 gjorde han världscupdebut när han deltog i sprinten i Hochfilzen där han slutade på en 47:e plats. Han tog sin första världscupseger då han, tillsammans med det svenska stafettlaget, vann världscupstafetten i Vancouver den 15 mars 2009. Han var med och vann mixstafetten den 19 december 2010 i Pokljuka tillsammans med Helena Ekholm, Anna Carin Zidek och Carl Johan Bergman. Lindström fick ersätta Björn Ferry som var sjuk och inte kunde tävla.
Lindström gjorde sin mästerskapsdebut vid OS i Vancouver 2010 med en 33:e plats på jaktstarten som bästa individuella resultat. Han gjorde VM-debut i Chanty-Mansijsk 2011 med två 11:e-platser i sprinten respektive masstarten som bästa resultat.
Den 20 januari 2012 tog Lindström sin första pallplats och karriärens enda individuella seger i världscupen då han vann sprinten i Antholz. Den 11 mars samma år tog han VM-brons efter att ha slutat trea i masstarten i Ruhpolding, slagen av endast Martin Fourcade och Björn Ferry. Den 14 februari 2013 tog han ytterligare en VM-bronsmedalj i Nové Město efter att ha slutat trea i distansloppet bakom Fourcade och Tim Burke. Säsongen 2012/2013 var, trots endast en individuell pallplats, Lindströms mest framgångsrika sett till placering i den totala världscupen då han slutade på en sjundeplats.
I OS i Pyeongchang 2018 vann Lindström guld i herrarnas stafett tillsammans med Peppe Femling, Jesper Nelin och Sebastian Samuelsson. Lindström, som åkte den fjärde och sista sträckan för Sverige, åkte tillsammans med Norges Emil Hegle Svendsen från växling till sista stående skyttet då norrmannen sköt till sig en straffrunda medan Lindström sköt fullt efter ett extraskott, varefter han kunde åka hem segern för Sverige. För den skrällartade bedriften belönades laget med utmärkelsen "Årets lag" vid Idrottsgalan 2019.
Säsongen 2018/2019 blev sjukdomsdrabbat för Lindström som endast deltog i två individuella tävlingar. Han deltog i VM i Östersund 2019 med en sjunde plats i herrarnas stafett som bästa resultat. Den 17 mars 2019 meddelade Lindström att han avslutar skidskyttekarriären.

## Resultat

### Pallplatser i världscupen

#### Individuellt
Lindström tog sju individuella pallplatser i världscupen: en seger, två andraplatser och fyra tredjeplatser.
| Säsong  | Datum            | Plats           | Disciplin        | Placering |
| ------- | ---------------- | --------------- | ---------------- | --------- |
| 2011/12 | 20 januari 2012  | Antholz         | Sprint (10 km)   | 1:a       |
| 2011/12 | 11 mars 2012     | Ruhpolding (VM) | Masstart (15 km) | 3:a       |
| 2011/12 | 16 mars 2012     | Chanty-Mansijsk | Sprint (10 km)   | 3:a       |
| 2012/13 | 14 februari 2013 | Nové Město (VM) | Distans (20 km)  | 3:a       |
| 2013/14 | 30 november 2013 | Östersund       | Sprint (10 km)   | 2:a       |
| 2016/17 | 3 december 2016  | Östersund       | Sprint (10 km)   | 2:a       |
| 2017/18 | 22 mars 2018     | Tiumen          | Sprint (10 km)   | 3:a       |

#### Lag
I lag tog Lindström sju pallplatser i världscupen: tre segrar, två andraplatser och två tredjeplatser.
| Säsong  | Datum            | Plats            | Disciplin    | Placering | Lagkamrat(er)                   |
| ------- | ---------------- | ---------------- | ------------ | --------- | ------------------------------- |
| 2008/09 | 15 mars 2009     | Vancouver        | Stafett      | 1:a       | D. Ekholm / Nilsson / Bergman   |
| 2008/09 | 19 december 2010 | Pokljuka         | Mixedstafett | 1:a       | H. Ekholm / Zidek / Bergman     |
| 2011/12 | 5 januari 2012   | Oberhof          | Stafett      | 3:a       | Arwidson / Ferry / Bergman      |
| 2013/14 | 7 december 2013  | Hochfilzen       | Stafett      | 2:a       | Eriksson / Ferry / Bergman      |
| 2013/14 | 13 december 2013 | Le Grand-Bornand | Stafett      | 3:a       | Arwidson / Ferry / Bergman      |
| 2013/14 | 19 januari 2014  | Antholz          | Stafett      | 2:a       | Arwidson / Ferry / Bergman      |
| 2017/18 | 7 januari 2018   | Oberhof          | Stafett      | 1:a       | Ponsiluoma / Nelin / Samuelsson |

### Ställning i världscupen
| Säsong  | Totalt | Totalt | Distans | Distans | Sprint | Sprint | Jaktstart | Jaktstart | Masstart | Masstart |
| Säsong  | Poäng  | Plac.  | Poäng   | Plac.   | Poäng  | Plac.  | Poäng     | Plac.     | Poäng    | Plac.    |
| ------- | ------ | ------ | ------- | ------- | ------ | ------ | --------- | --------- | -------- | -------- |
| 2008/09 | 28     | 81:a   | 28      | 66:e    | 0      | –      | 0         | –         | –        | –        |
| 2009/10 | 176    | 44:e   | 19      | 59:e    | 81     | 43:e   | 60        | 35:e      | 16       | 38:e     |
| 2010/11 | 382    | 23:e   | 6       | 68:e    | 147    | 23:e   | 119       | 17:e      | 110      | 15:e     |
| 2011/12 | 615    | 9:e    | 69      | 13:e    | 235    | 9:e    | 136       | 20:e      | 175      | 4:e      |
| 2012/13 | 654    | 7:e    | 72      | 7:e     | 216    | 11:e   | 240       | 4:e       | 133      | 12:e     |
| 2013/14 | 446    | 18:e   | 30      | 28:e    | 194    | 16:e   | 148       | 18:e      | 74       | 13:e     |
| 2014/15 | 544    | 12:e   | 61      | 15:e    | 159    | 24:e   | 181       | 8:e       | 146      | 8:e      |
| 2015/16 | 322    | 29:e   | 57      | 20:e    | 97     | 33:e   | 116       | 26:e      | 52       | 31:a     |
| 2016/17 | 355    | 28:e   | 54      | 20:e    | 126    | 27:e   | 94        | 34:e      | 81       | 24:e     |
| 2017/18 | 408    | 19:e   | 19      | 38:e    | 131    | 20:e   | 155       | 14:e      | 103      | 16:e     |
| 2018/19 | 0      | –      | –       | –       | 0      | –      | –         | –         | –        | –        |

### Olympiska spel
| Tävling          | Distans | Sprint | Jaktstart | Masstart | Stafett | Mixedstafett |
| ---------------- | ------- | ------ | --------- | -------- | ------- | ------------ |
| Vancouver 2010   | 77:e    | 38:e   | 33:e      | –        | 4:e     | i.u.         |
| Sotji 2014       | 15:e    | 18:e   | 13:e      | 6:e      | 10:e    | —            |
| Pyeongchang 2018 | 8:e     | 39:e   | 29:e      | 15:e     | Guld    | 11:e         |

### Världsmästerskap
| Tävling              | Distans | Sprint | Jaktstart | Masstart | Stafett | Mixedstafett |
| -------------------- | ------- | ------ | --------- | -------- | ------- | ------------ |
| Chanty-Mansijsk 2011 | 61:a    | 11:e   | 25:e      | 11:e     | 4:e     | –            |
| Ruhpolding 2012      | 10:e    | 6:e    | 10:e      | Brons    | 16:e    | 4:e          |
| Nové Město 2013      | Brons   | 8:e    | 7:e       | 12:e     | 11:e    | 14:e         |
| Kontiolax 2015       | 38:e    | 20:e   | 24:e      | 12:e     | –       | 16:e         |
| Oslo 2016            | 29:e    | 30:e   | 34:e      | –        | 7:e     | 12:e         |
| Hochfilzen 2017      | 38:e    | 30:e   | 17:e      | 8:e      | 11:e    | 6:e          |
| Östersund 2019       | –       | 66:e   | –         | –        | 7:e     | –            |